# Anastasia Myskina
Anastasia Myskina (russo:Анастасия Андреевна Мыскина) (Moscou, 8 de julho de 1981) é uma ex-tenista profissional russa.
Foi uma jogadora bastante possante, e agressiva. Foi vencedora do torneio de Roland-Garros em 2004, quando venceu na final a sua compatriota Elena Dementieva por 2 sets a 0, tornando-se a primeira tenista russa a ganhar um Grand Slam. Pertenceu a equipa Russa em 1998 e entre 2002-05, e foi jogadora olímpica em 2000 e 2004 alcançando o 4º lugar (2004). Tem um total 355 vitórias e 189 derrotas em singulares e 100 vitórias e 92 derrotas em pares. Jogou com equipamento da Nike e raquete da Head.

## Grand Slam finais

### Simples: 1 (1–0)
| Posição | Ano  | Campeonato    | Piso   | Oponente         | Placar   |
| ------- | ---- | ------------- | ------ | ---------------- | -------- |
| Campeã  | 2004 | Roland Garros | Saibro | Elena Dementieva | 6–1, 6–2 |

## Olimpíadas

### Simples: 1 (0–1)
| Posição  | Ano  | Campeonato | Piso | Oponente     | Placar   |
| -------- | ---- | ---------- | ---- | ------------ | -------- |
| 4° Lugar | 2004 | Atenas     | Duro | Alicia Molik | 3–6, 4–6 |

## WTA Tier I finais

### Simples: 3 (2 títulos, 1 vice)
| Posição | Ano  | Campeonato | Piso        | Oponente          | Placar   |
| ------- | ---- | ---------- | ----------- | ----------------- | -------- |
| Campeã  | 2003 | Moscou     | Carpete (i) | Amélie Mauresmo   | 6–2, 6–4 |
| Vice    | 2004 | San Diego  | Duro        | Lindsay Davenport | 6–1, 6–1 |
| Campeã  | 2004 | Moscou (2) | Carpete (i) | Elena Dementieva  | 7–5, 6–0 |

## WTA finais

### Simples (10)
| N.  | Data               | Torneio                    | Piso        | Oponente            | Placar           |
| 1.  | Julho 18, 1999     | Palermo, Itália            | Saibro      | Ángeles Montolio    | 3–6, 7–6(3), 6–2 |
| 2.  | Setembro 14, 2002  | Bahia, Brasil              | Duro        | Eleni Daniilidou    | 6–3, 0–6, 6–2    |
| 3.  | Fevereiro 16, 2003 | Doha, Qatar (1)            | Duro        | Elena Likhovtseva   | 6–3, 6–1         |
| 4.  | Abril 6, 2003      | Sarasota, EUA              | Saibro      | Alicia Molik        | 6–4, 6–1         |
| 5.  | Setembro 28, 2003  | Leipzig, Alemanha          | Carpete (i) | Justine Henin       | 3–6, 6–3, 6–3    |
| 6.  | Outubro 5, 2003    | Moscou, Russia (1)         | Carpete (i) | Amélie Mauresmo     | 6–2, 6–4         |
| 7.  | Março 6, 2004      | Doha, Qatar (2)            | Duro        | Svetlana Kuznetsova | 4–6, 6–4, 6–4    |
| 8.  | June 3, 2004       | French Open, Paris, França | Saibro      | Elena Dementieva    | 6–1, 6–2         |
| 9.  | Outubro 17, 2004   | Moscou, Russia (2)         | Carpete (i) | Elena Dementieva    | 7–5, 6–0         |
| 10. | Setembro 25, 2005  | Kolkata, Índia             | Carpete (i) | Karolina Šprem      | 6–2, 6–2         |

## Confrontos vs Tenistas da WTA
Jogadores em negrito foram N. 1 do Mundo.
- Dominique Monami 0–1
- Dinara Safina 4–1
- Nadia Petrova 3–2
- Elena Dementieva 9–6
- Chanda Rubin 5–2
- Magdalena Maleeva 4–1
- Svetlana Kuznetsova 4–2
- Mary Pierce 4–2
- / Jelena Janković 3–0
- Francesca Schiavone 3–0
- Iva Majoli 3–0
- Conchita Martínez 3–1
- Vera Zvonareva 3–1
- Barbara Schett 3–1
- Maria Sharapova 3–2
- Alicia Molik 3–2
- Kim Clijsters 3–7
- Daniela Hantuchová 2–0
- Victoria Azarenka 2–1
- Amanda Coetzer 2–2
- Venus Williams 2–3
- Patty Schnyder 2–3
- Ai Sugiyama 2–3
- / Jelena Dokić 2–4
- Jennifer Capriati 2–5
- Lindsay Davenport 2–6
- Justine Henin 2–8
- Ana Ivanovic 1–0
- Arantxa Sánchez Vicario 1–0
- Anna Kournikova 1–0
- Marion Bartoli 1–0
- Flavia Pennetta 1–0
- Anna Chakvetadze 1–1
- Paola Suárez 1–1
- Martina Hingis 1–2
- Amélie Mauresmo 1–8
- Karina Habšudová 0–1
- Sandrine Testud 0–1
- Agnieszka Radwańska 0–1
- Nathalie Tauziat 0–1
- Nicole Vaidišová 0–1
- Anke Huber 0–1
- Mary Joe Fernández 0–1
- Serena Williams 0–5